# BMW Open
BMW Open – męski turniej tenisowy kategorii ATP Tour 500 zaliczany do cyklu ATP Tour. Rozgrywany na kortach ceglanych w niemieckim Monachium od 1974 roku.
Od sezonu 2025 zawody mają rangę ATP Tour 500. W poprzednich latach były kategorii ATP Tour 250.

## Mecze finałowe

### Gra pojedyncza
| Rok  | Zwycięzca                                    | Finalista                                    | Wynik                                        |
| 2025 | Alexander Zverev                             | Ben Shelton                                  | 6:2, 6:4                                     |
| 2024 | Jan-Lennard Struff                           | Taylor Fritz                                 | 7:5, 6:3                                     |
| 2023 | Holger Rune                                  | Botic van de Zandschulp                      | 6:4, 1:6, 7:6(3)                             |
| 2022 | Holger Rune                                  | Botic van de Zandschulp                      | 3:4 krecz                                    |
| 2021 | Nikoloz Basilaszwili                         | Jan-Lennard Struff                           | 6:4, 7:6(5)                                  |
| 2020 | Turniej anulowano z powodu pandemii COVID-19 | Turniej anulowano z powodu pandemii COVID-19 | Turniej anulowano z powodu pandemii COVID-19 |
| 2019 | Cristian Garín                               | Matteo Berrettini                            | 6:1, 3:6, 7:6(1)                             |
| 2018 | Alexander Zverev                             | Philipp Kohlschreiber                        | 6:3, 6:3                                     |
| 2017 | Alexander Zverev                             | Guido Pella                                  | 6:4, 6:3                                     |
| 2016 | Philipp Kohlschreiber                        | Dominic Thiem                                | 7:6(7), 4:6, 7:6(4)                          |
| 2015 | Andy Murray                                  | Philipp Kohlschreiber                        | 7:6(4), 5:7, 7:6(4)                          |
| 2014 | Martin Kližan                                | Fabio Fognini                                | 2:6, 6:1, 6:2                                |
| 2013 | Tommy Haas                                   | Philipp Kohlschreiber                        | 6:3, 7:6(3)                                  |
| 2012 | Philipp Kohlschreiber                        | Marin Čilić                                  | 7:6(8), 6:3                                  |
| 2011 | Nikołaj Dawydienko                           | Florian Mayer                                | 6:3, 3:6, 6:1                                |
| 2010 | Michaił Jużny                                | Marin Čilić                                  | 6:3, 4:6, 6:4                                |
| 2009 | Tomáš Berdych                                | Michaił Jużny                                | 6:4, 4:6, 7:6(5)                             |
| 2008 | Fernando González                            | Simone Bolelli                               | 7:6(4), 6:7(4), 6:3                          |
| 2007 | Philipp Kohlschreiber                        | Michaił Jużny                                | 2:6, 6:3, 6:4                                |
| 2006 | Olivier Rochus                               | Kristof Vliegen                              | 6:4, 6:2                                     |
| 2005 | David Nalbandian                             | Andrei Pavel                                 | 6:4, 6:1                                     |
| 2004 | Nikołaj Dawydienko                           | Martin Verkerk                               | 6:4, 7:5                                     |
| 2003 | Roger Federer                                | Jarkko Nieminen                              | 6:1, 6:4                                     |
| 2002 | Junus al-Ajnawi                              | Rainer Schüttler                             | 6:4, 6:4                                     |
| 2001 | Jiří Novák                                   | Antony Dupuis                                | 6:4, 7:5                                     |
| 2000 | Franco Squillari                             | Tommy Haas                                   | 6:4, 6:4                                     |
| 1999 | Franco Squillari                             | Andrei Pavel                                 | 6:4, 6:3                                     |
| 1998 | Thomas Enqvist                               | Andre Agassi                                 | 6:7(4), 7:6(6), 6:3                          |
| 1997 | Mark Philippoussis                           | Àlex Corretja                                | 7:6(3), 1:6, 6:4                             |
| 1996 | Ctislav Doseděl                              | Carlos Moyá                                  | 6:4, 4:6, 6:3                                |
| 1995 | Wayne Ferreira                               | Michael Stich                                | 7:5, 7:6(6)                                  |
| 1994 | Michael Stich                                | Petr Korda                                   | 6:2, 2:6, 6:3                                |
| 1993 | Ivan Lendl                                   | Michael Stich                                | 7:6(2), 6:3                                  |
| 1992 | Magnus Larsson                               | Petr Korda                                   | 6:4, 4:6, 6:1                                |
| 1991 | Magnus Gustafsson                            | Guillermo Pérez Roldán                       | 3:6, 6:3, 4:3 krecz                          |
| 1990 | Karel Nováček                                | Thomas Muster                                | 6:4, 6:2                                     |
| 1989 | Andriej Czesnokow                            | Martin Střelba                               | 5:7, 7:6, 6:2                                |
| 1988 | Guillermo Pérez Roldán                       | Jonas Svensson                               | 7:5, 6:3                                     |
| 1987 | Guillermo Pérez Roldán                       | Marián Vajda                                 | 6:3, 7:6                                     |
| 1986 | Emilio Sánchez                               | Ricki Osterthun                              | 6:1, 6:3                                     |
| 1985 | Joakim Nyström                               | Hans Schwaier                                | 6:1, 6:0                                     |

### Gra podwójna
| Rok  | Zwycięzcy                                    | Finaliści                                    | Wynik                                        |
| 2025 | André Göransson Sem Verbeek                  | Kevin Krawietz Tim Pütz                      | 6:4, 6:4                                     |
| 2024 | Yuki Bhambri Albano Olivetti                 | Andreas Mies Jan-Lennard Struff              | 7:6(6), 7:6(5)                               |
| 2023 | Alexander Erler Lucas Miedler                | Kevin Krawietz Tim Pütz                      | 6:3, 6:4                                     |
| 2022 | Kevin Krawietz Andreas Mies                  | Rafael Matos David Vega Hernández            | 4:6, 6:4, 10–7                               |
| 2021 | Wesley Koolhof Kevin Krawietz                | Sander Gillé Joran Vliegen                   | 4:6, 6:4, 10–5                               |
| 2020 | Turniej anulowano z powodu pandemii COVID-19 | Turniej anulowano z powodu pandemii COVID-19 | Turniej anulowano z powodu pandemii COVID-19 |
| 2019 | Frederik Nielsen Tim Pütz                    | Marcelo Demoliner Divij Sharan               | 6:4, 6:2                                     |
| 2018 | Ivan Dodig Rajeev Ram                        | Nikola Mektić Alexander Peya                 | 6:3, 7:5                                     |
| 2017 | Juan Sebastián Cabal Robert Farah            | Jérémy Chardy Fabrice Martin                 | 6:3, 6:3                                     |
| 2016 | Henri Kontinen John Peers                    | Juan Sebastián Cabal Robert Farah            | 6:3, 3:6, 10–7                               |
| 2015 | Alexander Peya Bruno Soares                  | Alexander Zverev Mischa Zverev               | 4:6, 6:1, 10–5                               |
| 2014 | Jamie Murray John Peers                      | Colin Fleming Ross Hutchins                  | 6:4, 6:2                                     |
| 2013 | Jarkko Nieminen Dmitrij Tursunow             | Markos Pagdatis Eric Butorac                 | 6:1, 6:4                                     |
| 2012 | František Čermák Filip Polášek               | Xavier Malisse Dick Norman                   | 6:4, 7:5                                     |
| 2011 | Simone Bolelli Horacio Zeballos              | Andreas Beck Christopher Kas                 | 7:6(3), 6:4                                  |
| 2010 | Oliver Marach Santiago Ventura               | Eric Butorac Michael Kohlmann                | 5:7, 6:3, 16–14                              |
| 2009 | Jan Hernych Ivo Minář                        | Ashley Fisher Jordan Kerr                    | 6:4, 6:4                                     |
| 2008 | Michael Berrer Rainer Schüttler              | Scott Lipsky David Martin                    | 7:5, 3:6, 10–8                               |
| 2007 | Philipp Kohlschreiber Michaił Jużny          | Jan Hájek Jaroslav Levinský                  | 6:1, 6:4                                     |
| 2006 | Andrei Pavel Alexander Waske                 | Alexander Peya Björn Phau                    | 6:4, 6:2                                     |
| 2005 | Mario Ančić Julian Knowle                    | Florian Mayer Alexander Waske                | 6:3, 1:6, 6:3                                |
| 2004 | James Blake Mark Merklein                    | Julian Knowle Nenad Zimonjić                 | 6:2, 6:4                                     |
| 2003 | Wayne Black Kevin Ullyett                    | Joshua Eagle Jared Palmer                    | 6:3, 7:5                                     |
| 2002 | Petr Luxa Radek Štěpánek                     | Petr Pála Pavel Vízner                       | 6:0, 6:7(4), 11–9                            |
| 2001 | Petr Luxa Radek Štěpánek                     | Jaime Oncins Daniel Orsanic                  | 5:7, 6:2, 7:6(5)                             |
| 2000 | David Adams John-Laffnie de Jager            | Maks Mirny Nenad Zimonjić                    | 6:4, 6:4                                     |
| 1999 | Daniel Orsanic Mariano Puerta                | Massimo Bertolini Cristian Brandi            | 7:6, 3:6, 7:6                                |
| 1998 | Todd Woodbridge Mark Woodforde               | Joshua Eagle Andrew Florent                  | 6:0, 6:3                                     |
| 1997 | Pablo Albano Àlex Corretja                   | Karsten Braasch Jens Knippschild             | 3:6, 7:5, 6:2                                |
| 1996 | Lan Bale Stephen Noteboom                    | Olivier Delaître Diego Nargiso               | 4:6, 7:6, 6:4                                |
| 1995 | Trevor Kronemann David Macpherson            | Luis Lobo Javier Sánchez                     | 6:3, 6:4                                     |
| 1994 | Jewgienij Kafielnikow David Rikl             | Boris Becker Petr Korda                      | 7:6, 7:5                                     |
| 1993 | Martin Damm Henrik Holm                      | Karel Nováček Carl-Uwe Steeb                 | 6:0, 3:6, 7:5                                |
| 1992 | David Adams Menno Oosting                    | Carl Limberger Tomáš Anzari                  | 3:6, 7:5, 6:3                                |
| 1991 | Patrick Galbraith Todd Witsken               | Anders Järryd Danie Visser                   | 7:5, 6:4                                     |
| 1990 | Udo Riglewski Michael Stich                  | Petr Korda Tomáš Šmíd                        | 6:1, 6:4                                     |